# Kakwa Pass
Kakwa Pass är ett bergspass i Kanada.   Det ligger i provinsen British Columbia, i den centrala delen av landet, 3 300 km väster om huvudstaden Ottawa. Kakwa Pass ligger 1 534 meter över havet.
Terrängen runt Kakwa Pass är kuperad åt nordost, men åt sydväst är den bergig. Trakten runt Kakwa Pass är nära nog obefolkad, med mindre än två invånare per kvadratkilometer.. Det finns inga samhällen i närheten. 
I omgivningarna runt Kakwa Pass växer i huvudsak barrskog.